# スミス (小惑星)
スミス (3351 Smith) は、小惑星帯にある小惑星。1980年にローウェル天文台のエドワード・ボーエルによって発見された。
1986年1月28日にチャレンジャー号爆発事故で死亡したSTS-51-Lの操縦手、マイケル・J・スミスに因んで命名された。